# Маріс Гайліс
Маріс Ґайліс (9 липня 1951 , Рига ) — латвійський політик. Прем'єр-міністр Латвії (1994–1995).

## Біографія
Міністр захисту середовища та регіонального розвитку в 1995–1996 роках, депутат П'ятого і Шостого Сейму від «Латвійського шляху».

## Освіта
З 1967 по 1969 рік навчався в Ризькій середній школі № 1. Потім він вступив до Ризького політехнічного інституту, де навчався на факультеті електричної енергетики з 1969 по 1971 рік. Згодом перейшов на інженерно-механічний факультет і закінчив університет 1978 року. Переривав навчання у 1971—1973 роках через службу в Радянській армії в Білорусі, де командував танковим відділенням.

## Кар'єра
У 1973 році Гайліс почав працювати старшим інженером на Ризькій меблевій фабриці Тейка, що входила до структури Міністерства деревообробної промисловості Латвійської Радянської Соціалістичної Республіки. Він працював там до 1979 року. Від 1979 до 1983 року був головним енергетиком Міністерства деревообробної промисловості Латвійської РСР; потім він став головним технічним інспектором в Центральному комітеті профспілки працівників деревообробної та паперової промисловості (1983—1985). Від 1985 до 1987 року був керівником відеосекції Державного комітету з питань кінематографії Латвійської РСР. Він також створив Ризький відеоцентр, де був директором з 1987 по 1990 рік.

### Державне управління
Гейліс розпочав свою урядову кар'єру 1990 року. Протягом наступних двох років він був генеральним директором Департаменту зовнішніх економічних зв'язків Ради міністрів Латвії. Після тих двох років Гейліс перейшов до Міністерства закордонних справ, де пропрацював сім місяців, до вересня 1992 року, на посаді заступника з економічних питань тогочасного міністра закордонних справ Яніса Юркана.

### Політика
Наприкінці 1992 року разом з іншими, хто поділяв його погляди, Гайліс створив найвпливовішу праву ліберальну політичну партію того часу «Латвійський шлях». 1993 року Гайліса обрали до лав парламенту від Латвійського шляху. В уряді прем'єр-міністра Валдіса Біркавса він очолив міністерство державної реформи, а також обійняв посаду віцепрем'єр-міністра. У серпні 1994 року Гейлісу запропонували сформувати власний кабінет, а 15 вересня Сейм затвердив уряд, сформований Гайлісом. Він обіймав посаду прем'єр-міністра до 21 грудня 1995 року.
Його також обрали до лав VI Сейму. Від листопада 1994 до грудня 1995 року Гайліс був міністром оборони Латвійської Республіки. 1995 року в уряді Андріса Шкеле він був віцепрем'єр-міністром, а також міністром охорони навколишнього середовища та регіонального розвитку. 1996 року оголосив, що залишає політику: він пішов з посади міністра, склав депутатський мандат і перейшов до бізнесу.

### Бізнес
Гайліс став головою правління LLC Māris Gailis та президентом LLC Nilda. Він також був членом наглядової ради АТ «Латвійська морська компанія», АТ «Līvānu stikls» й АТ «Латвійська пошта». До 2003 року він був головою наглядової ради АТ Latvijas Gāze та ТОВ Latrostrans. До 2004 року очолював правління ТОВ «Безкоштовні покупки». Він також був членом ради ВАТ «Вентспілс нафта». Пізніше також став головою наглядової ради АТ «Латвійське пароплавство». Працював головою правління LLC «Ziemeļzunds», LLC «Māris Gailis un partneri» та LLC «MG nekustamie īpašumi». Брав участь у розробці проєктів нерухомості, серед яких найважливішими були гіпсова фабрика та терасові будинки Ķīpsala. 2011 року створив компанію з технологій хмарних обчислень LLC VESet.

## Громадська діяльність
Гейліс очолював кілька офіційних державних делегацій Латвії, а також оргкомітет з організації візиту президента США Білла Клінтона до Латвії. Також був членом виконавчого комітету Латвійського олімпійського комітету (1996—2000), працював президентом Латвійського союзу яхтсменів від 1996 до 2006 року, після чого став його почесним президентом. Асоціація Бурінієкс, голова правління; Асоціація Меморіалів Жани Ліпкеса, голова правління; Ризьке товариство Річарда Вагнера, голова правління.

## Творчі проекти
1976 року Гейліс збудував одну з перших дошок для віндсерфінгу в Латвії та взяв участь у першій регаті з віндсерфінгу на озері Шишезерс. 1985 року створив Павільйон культури Латвійської РСР на Всесвітньому фестивалі молоді та студентів у Москві. Він також був директором Міжнародного кінофоруму Arsenāls (1986—2011). Разом із Августом Сукутом Маріс заснував Міжнародний кінофорум Arsenāls, перший з яких відбувся 1988 року.
Він очолив навколосвітню яхтову експедицію «Мілда»: 9 липня 2001 року (у день свого 50-річчя) він вирушив у дворічну навколосвітню експедицію на яхті «Мілда». 22 квітня 2003 року після подорожі довжиною приблизно 40 000 морських миль, під час якої було відвідано понад 30 країн, «Мілда» прибула до порту Вентспілс. 2005 року він заснував громадську організацію «Žaņa Lipkes memoriāls» (меморіал Жанісу Ліпкесу, працівнику Ризького порту, який врятував 55 євреїв, переховуючи їх у своєму сімейному маєтку під час Другої світової війни). 2008 року в Чипсалі було закладено фундамент для будівництва меморіалу (архітектор Зайга Гайле), що було завершено 2012 року. Разом із дружиною Зайгою Гайле Маріс Гайліс виборов премію Ризької міської ради 2013 року (Gada rīdzinieks 2013).

### Книги
1. Zaiga and Māris Gailis «Furniture for young people» («Mēbeles jauniem cilvēkiem»). Riga, publishing house Avots (1987, 143 стор.)
2. «Technologies of Power» («Varas tehnoloģijas»). Rīga, publishing house Jumava (1997, 314 стор.)
3. «Milda Around the World» («Milda» apkārt pasaulei""). Rīga, publishing house Valters un Rapa (2004, 223 стор.)

## Сім'я
Гайліс одружений з архітекторкою Зайгою Гайле. Мають чотирьох дітей: Івету Лейнасаре, Агнезе Ірбе-Гайле, Гатіса Гайліса та Мартіньша Гайліса.